# Heiner Ganßmann
Heiner Ganßmann (geboren am 22. Mai 1944 in Darmstadt; verstorben am 6. April 2018 in Berlin) war ein deutscher Soziologe.

## Leben
Ganßmann studierte in den Jahren 1963 bis 1969 Soziologie, Philosophie, Volkswirtschaftslehre und Geschichte an der Freien Universität Berlin und war im Anschluss als wissenschaftlicher Mitarbeiter bis 1976 am dortigen Institut für Soziologie tätig. U. a. nach einem dreijährigen Aufenthalt als Assistant Professor an der New School for Social Research wurde er 1980 an der FU Berlin Professor der Soziologie. 2009 erfolgte seine Emeritierung.
Als Autor und Redakteur (1987 bis 1999) war er der Zeitschrift PROKLA verbunden. Wissenschaftlich beschäftigte er sich u. a. mit dem Verhältnis von Ökonomie und Soziologie sowie dem Thema „Geld und Arbeit“.
2006 wurde Ganßmann mit dem John-G.-Diefenbaker-Preis ausgezeichnet.

## Veröffentlichungen (Auswahl)
- mit Michael R. Krätke, Veit-Michael Bader u. a.: Krise und Kapitalismus bei Marx, 2 Bände., Europäische Verlagsanstalt, Frankfurt a. M. 1975.
- mit Veit Michael Bader, Johannes Berger und Jost von der Knesebeck: Einführung in die Gesellschaftstheorie. Gesellschaft, Wirtschaft und Staat bei Marx und Weber, 2 Bände, Campus, Frankfjtr am Main/New York 1976.
- mit Stephan Krüger (Hrsg.): Produktion – Klassentheorie. Festschrift für Sebastian Herkommer, Hamburg 1993, ISBN 978-3-87975-644-5.
- Geld und Arbeit. Campus Verlag, Frankfurt am Main / New York 1996, ISBN 3-593-35611-2.
- Politische Ökonomie des Sozialstaats. Westfälisches Dampfboot, Münster 2000, ISBN 3-89691-690-4.
- Doing Money. Elementary Monetary Theory from a Sociological Standpoint. Routledge, London 2012, ISBN 978-0-415-67738-7.